# Trapa incisa
Trapa incisa là một loài thực vật có hoa trong họ Lythraceae. Loài này được Siebold & Zucc. miêu tả khoa học đầu tiên năm 1846.

## Hình ảnh

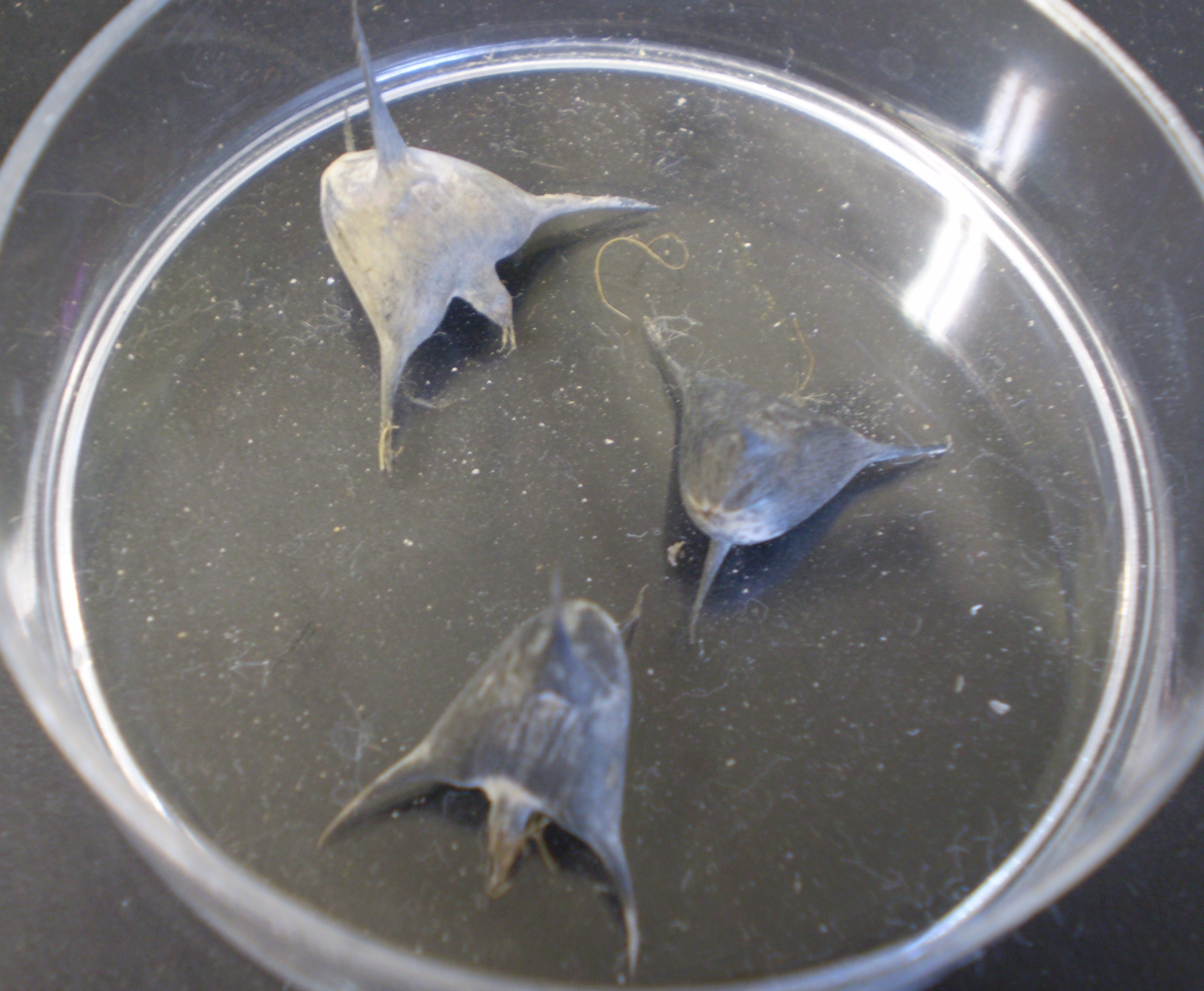